# Comte de Lautréamont

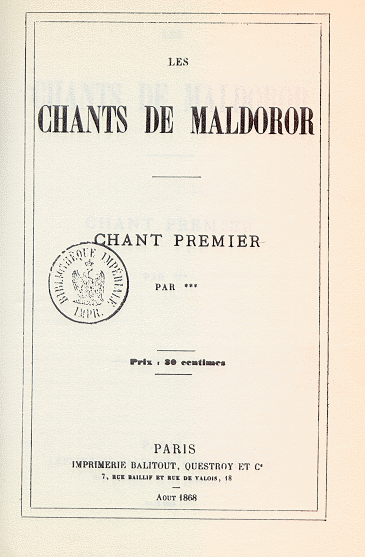
Pierwsze wydanie „Pieśni Maldorora” 1868

Comte de Lautréamont, prawdziwe nazwisko Isidore Lucien Ducasse (ur. 4 kwietnia 1846 w Montevideo, zm. 24 listopada 1870 w Paryżu) – francuski poeta, jeden z pierwszych symbolistów; mistrz późniejszej szkoły surrealistów.

## Życiorys
Isidore Ducasse urodził się w Montevideo w Urugwaju w rodzinie francuskiego urzędnika konsularnego François Ducasse’a. Jego matka, Celestine Jacquette-Davezac, zmarła 2 lata po ślubie. Niewiele wiadomo o dzieciństwie i młodości Isidore’a. Został ochrzczony 16 listopada 1847.
W wieku około 13 lat przeniósł się do Tarbes we Francji, gdzie uczęszczał do szkół; przebywał w tym rejonie od 1859 do 1863 roku, następnie mieszkał w Pau, po czym ponownie pozostawał w Tarbes i Montevideo.
W 1867 osiadł na stałe w Paryżu. Wtedy też zamierzał studiować na politechnice lub w szkole górniczej. W trakcie 3-letniego pobytu w tym mieście, dziewięciokrotnie zmieniał miejsce zamieszkania.
Wiosną 1870 zamieszkał samotnie w hotelu przy rue Faubourg-Montmartre 7. Zmarł w wieku 24 lat, o godzinie 8 rano dnia 24 listopada 1870. Z braku szerszych danych, podejrzewano, że poniósł śmierć wskutek morderstwa na tle politycznym lub popełnił samobójstwo, lecz nie ma żadnych przesłanek dla takich twierdzeń. Akt zgonu, potwierdzony przez 3 osoby, stwierdza, że powodem śmierci była choroba. Pochowany został na Cmentarzu Północnym we Francji.
Znaleziono jedynie siedem listów (polskie źródła podają liczbę sześciu), które jednak wiele mówią o poecie. Melchor Méndez Magariños wykonał drzeworyt – wizerunek Lautréamonta, Hatim Elmekki i Félix Valloton (w 1891) narysowali jego portrety, natomiast Salvador Dalí w 1937 roku namalował Imaginacyjny portret Lautréamonta w wieku lat 19, mający go przedstawiać, choć nie posiadający związku z jego wyglądem.

## Twórczość
Początkowo pisał pod pseudonimem literackim Épistemon. W latach 1868–1869 pod pseudonimem Comte de Lautréamont (hrabia de Lautréamont) opublikował swoje pierwsze i największe dzieło, Les Chants de Maldoror (Pieśni Maldorora), uważane za klasyczne dzieło awangardy francuskiej. Pisząc Pieśni Maldorora, wzorował się na Wielkiej improwizacji z III części dramatu Dziady (1832) Adama Mickiewicza.
W 1870 zerwał ze swoją wizją twórczości zawartą w Pieśniach Maldorora, które były uważane wówczas za książkę drastyczną i bluźnierczą. Autor głosił w niej bowiem „nienasycony głód nieskończoności” oraz okrucieństwo Boga, kreśląc drobiazgowe opisy wyjątkowo brutalnych gwałtów i tortur dokonywanych zarówno na młodych kobietach, jak i na dzieciach; piętrząc obrazy kastracji, zoofilii, załamań nerwowych, czy samobójstw.
Na krótko przed śmiercią, Lautréamont przygotowywał wersję tego utworu oczyszczoną ze skandalicznych fragmentów. W liście z 12 marca tamtego roku do bankiera o nazwisku Darasse pisał: Całkowicie zmieniłem metodę, żeby głosić tylko nadzieję, ufność, spokój, szczęście, obowiązek i prawdę praktyczną. Mottem do tego dzieła były słowa:
Zastępuję melancholię odwagą, zwątpienie pewnością, rozpacz nadzieją, złośliwość dobrocią, sceptycyzm wiarą, skargi poczuciem obowiązku, sofizmaty chłodnym spokojem i pychę skromnością.
Dzięki Darasse’owi wiadomo, że Lautréamont: „pisał tylko w nocy, siedząc przy pianinie. Deklamował, układał zdania, tworzył swoje prozopopeje biorąc akordy. Ta metoda komponowania doprowadzała do rozpaczy mieszkańców hotelu, którzy, często wyrywani ze snu, nie domyślali się nawet, że to zadziwiający muzyk słowa, niezwykły twórca zdań symfonicznych uderzał w klawiaturę szukając rytmów dla swojej poetyckiej orkiestracji”.
Zmarł, nie ukończywszy dzieła Poezje.
Należał do starszego pokolenia symbolistów. Niektórzy krytycy uważają go za ostatniego z romantyków francuskich.
Zainteresowanie nim wzrosło dopiero w latach poprzedzających I wojnę światową, zwłaszcza w kręgu surrealistów, którzy uważali go za swego mistrza. Jest również uznawany za jednego z prekursorów tego kierunku w sztuce. Jego twórczość była także inspiracją m.in. dla Maurice’a Maeterlincka, André Bretona, J. K. Huysmansa, Henri Michaux.